# Helstorfer Moor
Das Helstorfer Moor ist ein Naturschutzgebiet in der niedersächsischen Stadt Neustadt am Rübenberge und der Gemeinde Wedemark in der Region Hannover.

## Beschreibung

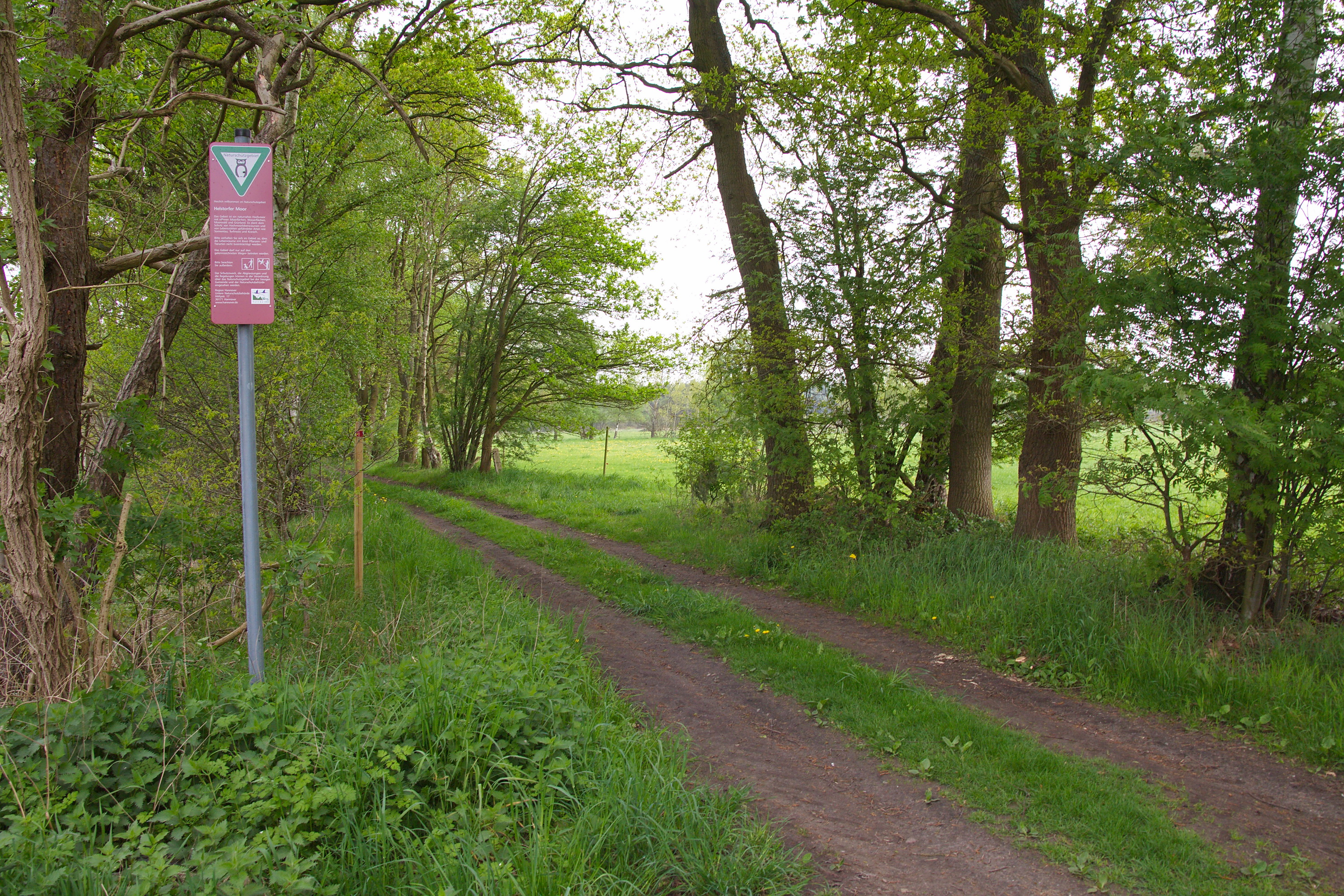
Zugang zum Moor

Das Naturschutzgebiet mit dem Kennzeichen NSG HA 056 ist 417 Hektar groß. Es ist Bestandteil des FFH-Gebietes „Helstorfer, Otternhagener und Schwarzes Moor“. Das Naturschutzgebiet liegt unmittelbar nördlich des Naturschutzgebietes „Otternhagener Moor“. Nach Westen grenzt es an das Landschaftsschutzgebiet „Moorgeest“. Das Gebiet steht seit dem 9. Mai 1996 unter Naturschutz. Es ersetzt das im März 1980 ausgewiesene, gleichnamige Naturschutzgebiet. Zuständige untere Naturschutzbehörde ist die Region Hannover.
Das Naturschutzgebiet liegt nordöstlich von Neustadt am Rübenberge und westlich von Mellendorf in der Hannoverschen Moorgeest, einer eiszeitlichen Geest- und Grundmoränenlandschaft. Es stellt ein Hochmoorgebiet unter Schutz, das vor circa 4000 Jahren entstand.
Das Moor wurde in der Vergangenheit entwässert und durch bäuerliche Handtorfstiche teilabgetorft. Es wird von Moor- und Bruchwald, aber auch offenen Moorflächen mit Moorheide geprägt. In den ehemaligen Handtorfstichen haben sich ausgedehnte Torfmoos-Schwingrasengesellschaften gebildet, die langsam verlanden und Bult-Schlenken-Komplexe ausbilden. In den Randbereichen ist insbesondere im Nordosten und Südosten auch extensiv genutztes Grünland in das Naturschutzgebiet mit einbezogen. Der Nordwesten des Schutzgebietes ist Bestandteil des Standortübungsplatzes der Wilhelmstein-Kaserne in Luttmersen.
Das Gebiet entwässert über diverse Gräben nach Süden über den Negenborner Moorgraben im Osten und den Graben vor dem Moore im Westen zur Neuen Auter und nach Norden über die Ochsenbeeke zum Jürsenbach.

## Entwicklung des Gebietes

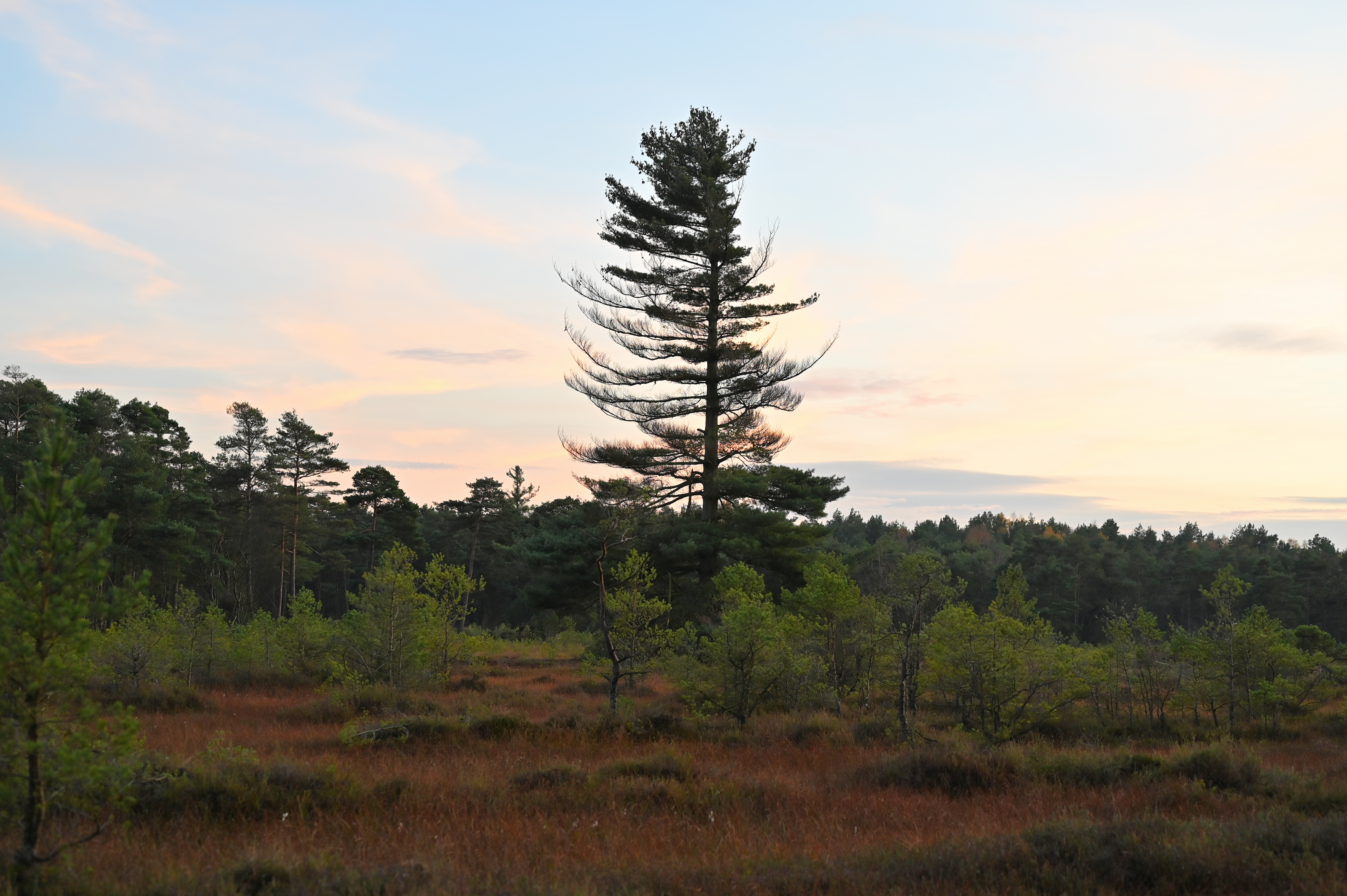
Durch Nässe weitgehend baumfreie Fläche im Helstorfer Moor. Die allein stehende große Weymouth-Kiefer ist durch zunehmende Wiedervernässung bereits deutlich geschädigt.

Im Rahmen des LIFE+-Projekts „Hannoversche Moorgeest“ sollen bis 2023 mehrere Moore auf einer Fläche von 2.240 Hektar, darunter das Helstorfer Moor, ökologisch aufgewertet werden. Zur Optimierung der Regenwasserrückhaltung sollen bisherige Entwässerungen zurückgebaut und neue Dämme und Staue angelegt werden. Zusätzlich wurden schon Flächen entkusselt, Kleingewässer freigestellt und Grünlandbereiche extensiviert. Informationstafeln unterrichten Interessierte vor Ort.